# Anestèsic local
Els  anestèsics locals  (AL), són fàrmacs universalment utilitzats per multitud de professionals de la salut (anestesiòlegs, cirurgians, odontòlegs, podòlegs, dermatòlegs, internistes, etc.) cada dia que, a concentracions suficients, eviten temporalment la sensibilitat en el lloc del cos de la seva administració. El seu efecte impedeix de forma transitòria i perceptible, la conducció de l'impuls elèctric per les membranes dels nervis i el múscul localitzades.

## Característiques
Químicament, els anestèsics locals són bases dèbils l'estructura consisteix en un radical aromàtic lligat a una amida substituït a través d'un enllaç èster (com la procaïna) o amina (com la lidocaïna).
Els factors que afecten l'inici d'acció, intensitat i durada del bloqueig neuronal inclouen:
- Liposolubilitat
- Unió a proteïnes
- El pKa del A que determina la velocitat de l'inici del bloqueig
- Disminució de pH tissular
- Augment de la dosi

Si el pKa es troba entre 7,5 i 9, al medi extracel·lular la fracció ionitzada és superior a la neutra. La reducció del pH té efectes contraris sobre l'anestèsic: al medi extracel·lular es redueix l'eficàcia, però al medi intracel·lular s'augmenta. Per aquest motiu s'ha arribat a la conclusió que l'anestèsic actua en la forma neutra al medi extracel·lular i en la forma ionitzada al medi intracel·lular. El seu receptor és a l'interior i, per tant, ha de travessar per difusió la membrana en forma no ionitzada i un cop a dins s'ionitza i interacciona amb el receptor.

## Mecanisme d'acció
En arribar un estímul a una cèl·lula nerviosa, ocorre un canvi del potencial elèctric de la membrana comportant a un moviment de ions de sodi i potassi. Això crea un nou gradient elèctric que es tradueix com un impuls causant la despolarització del nervi i la propagació per tota la membrana cel·lular. Per a la transmissió de l'estímul nerviós s'inverteix el potencial de membrana, que en repòs oscil·la entre -60 i -90 mV, fins a +20 mV. Aquest fet comporta l'activació de canals que permeten l'entrada a l'interior cel·lular de Na+, fase que es coneix amb el nom de despolarització. Mitjançant aquest mecanisme es poden activar canals de Na+ propers i així anar transmetent l'impuls nerviós. La repolarització es realitza per mitjà de la bomba Na-K, amb la sortida de K+ al medi extracel·lular. Tot aquest procés és gestionat pels neurotransmissors.
L'anestèsic local (AL) exerceix la seva funció per interacció directa amb els receptors específics del canal de sodi a la membrana del nervi. La molècula A ha de travessar la membrana cel·lular mitjançant difusió passiva no iònica de la molècula sense càrrega. Dins de la cèl·lula l'A canvia a una forma amb càrrega la qual s'uneix al canal de sodi i prevé l'activació subseqüent i el gran flux de sodi que en condicions regulars es relaciona amb la despolarització de la membrana.
Sovint s'empra l'adrenalina (10 mg/kg en pacients pediàtrics o 200-250 mg) per allargar la durada de l'anestèsia. Com que l'adrenalina causa una vasoconstricció local, contribueix a disminuir la toxicitat sistèmica de l'anestèsic i augmenta la intensitat del bloqueig sensitiu de la regió anestesiada. El temps durant el qual es manté el bloqueig nerviós depèn de la concentració ionitzada de l'anestèsic, que s'anirà difonent i absorbint pels vasos sanguinis progressivament. Un altre avantatge de l'ús de vasoconstrictors és la reducció dels efectes tòxics de l'anestèsic, perquè en disminueixen la concentració a la sang. La solució anestèsica pot dur també conservants del vasoconstrictor, aigua destil·lada i NaCl per a adquirir isotonicitat, NaOH per a mantenir el pH entre 6 i 7 si no hi ha vasoconstrictor o sulfits per tal d'impedir l'oxidació del vasoconstrictor.

## Classificació
Hi ha dos grups:

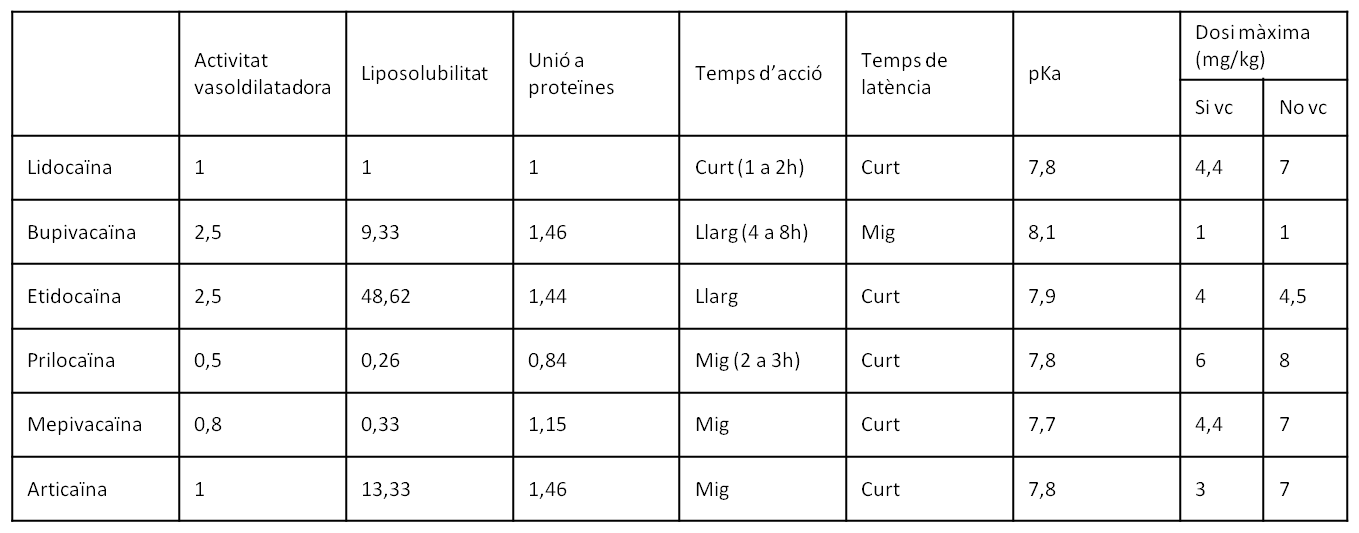
Taula de comparació de diferents anestèsics locals

- Els anestèsics locals del grup èster, pràcticament no s'utilitzen en l'actualitat, per la menor durada del seu efecte i per produir més fenòmens a·lèrgics que els del grup amida. Pertanyen al grup èster els següents fàrmacs: Cocaïna, benzocaïna, procaïna, tetracaïna i clorprocaïna.
- Els anestèsics locals del grup amida, presenten múltiples avantatges respecte als anteriors, sobretot una menor incidència d'efectes secundaris. Pertanyen a aquest grup: Lidocaïna, mepivacaïna, prilocaïna, bupivacaïna i ropivacaïna, introduït recentment.

L'anell aromàtic confereix la liposolubilitat que l'anestèsic necessita per a penetrar la membrana. El grup amino confereix la hidrosolubilitat necessària per a no precipitar quan es produeix la interacció amb els fluids intersticials. Els grups intermedis que uneixen l'anell aromàtic i el grup amino poden ser èsters o amides, i defineixen el grup al qual pertanyen els anestèsics.

## Nota
1. 1 2 3  Bloqueo de la conducción nerviosa: Anestésicos. Dins: Peñarrocha Diago M, Sanchis Bielsa JM, Martínez González. Anestesia dental en odontología. Barcelona: Ars medica; 2007. p. 57.
2. 1 2  Martínez Martínez A. Anestesia Bucal: Guía práctica. # ed. Panamericana; 2009.